# Србија на Песми Евровизије 2024.
Србија је учествовала на Песми Евровизије 2024. у Малмеу, у Шведској, са песмом Рамонда коју изводи Teya Dora. Српски емитер, Радио-телевизија Србије (РТС), организовао национално финале Песма за Евровизију ’24 како би одабрао српску песму за такмичење 2024.

## Позадина
Пре такмичења 2024, Србија је учествовала на Песми Евровизије 15 пута од свог дебија 2007, победивши на такмичењу са песмом Молитва коју изводи Марија Шерифовић. Од 2007, 12 од 15 српских песама се нашло у финалу, не прошавши у финале 2009, 2013. и 2017. Песма Србије за такмичење 2023. је ушла у финале и пласирала се на 24. месту.
Српски емитер, Радио-телевизија Србије, емитује такмичење у Србији и организује процес избора песме. Кроз године, емитер је користио и интерне изборе и национална финала, али примарно ова друга. Од 2007. до 2009, коришћено је такмичење Беовизија, али после више контроверзи и непроласка у финале 2009, РТС је променио своју стратегију и кренуо да бира композиторе који су писали песме за извођаче. После успешног интерног избора 2012, РТС се вратио националном финалу 2013, под именом Беосонг, али Србија није прошла у финале. Године 2014, Србија не учествује на такмичењу због финансијских проблема, а 2015. се враћа на такмичење са избором композитора. После интерних селекција 2016. и 2017, Беовизија се поново користи од 2018. до 2020. Године 2021. је одабран извођач који је требао да наступи 2020. пре отказивања такмичења, а од 2022. организује национално финале Песма за Евровизију.
Дана 13. јула 2023, РТС је потврдио жељу Србије да учествује 2024. и најавио организовање националног финала да се одабере представник. Касније је потврђено да ће избор бити Песма за Евровизију по трећи пут.

## Пре Евровизије

### Песма за Евровизију ’24
Треће издање Песме за Евровизију, националног финала Србије за Песму Евровизије, одржано је од 27. фебруара до 2. марта 2024. међу 28 такмичарских песама.

#### Полуфинала
- Прво полуфинале је одржано 27. фебруара 2024. Песме Бедем коју изводи Христина, Зови ме Лена коју изводи Лена Ковачевић, Перцепција коју изводи M.IRA, No No No коју изводи Бојана и Давид, Гнездо орлово коју изводи Бресквица, Дно коју изводи Марко Мандић, Дијаманти коју изводи Кени није мртав и Лик у огледалу коју изводи Зорја су прошли у финале, док су песме Електрољубав коју изводе Saša Báša & Virtual Ritual, Да ме волиш коју изводи Мартина Врбос, Ко је та жена? коју изводи Filarri, Јака коју изводи Ивана Владовић, Сама коју изводи Chai и Вавилон коју изводи Кавала елиминисане из такмичења.[6]
- Прво полуфинале је одржано 29. фебруара 2024. Песме Дом коју изводи Ива Лоренс, Ново, боље коју изводи Констракта, Због тебе живим коју изводи Душан Куртић, Најбоља коју изводи Зејна, Рамонда коју изводи Teya Dora, Моје твоје коју изводи Милан Бујаковић, Јутра без тебе коју изводи Немања Радошевић и Луна парк коју изводи Џорџи су прошли у финале, док су песме Судари коју изводи Nadia, Немогућа мисија коју изводе Hydrogen, Дуга је ноћ коју изводи Филип Балош, Коло коју изводи Yanx, Тајни зачин коју изводи Кат Доса и Музика коју изводи Дурлански елиминисане из такмичења.[7]

#### Финале
Финале је одржано 2. марта 2024. Победницу је одлучила комбинација гласова жирија и публике телегласањем. Победу је однела песма Рамонда коју су написали Теодора Павловска (Teya Dora), Андријано Кадовић и Лука Јовановић, а коју изводи .
Легенда:
  Победник
| #  | Извођач(и)       | Песма           | Жири    | Жири  | Телегласање | Телегласање | Поени | Пласман |
| #  | Извођач(и)       | Песма           | Гласови | Поени | Гласови     | Поени       | Поени | Пласман |
| -- | ---------------- | --------------- | ------- | ----- | ----------- | ----------- | ----- | ------- |
| 1  | Ива Лоренс       | Дом             | 10      | 2     | 1.554       | 0           | 2     | 12.     |
| 2  | Џорџи            | Луна парк       | 8       | 1     | 5.085       | 5           | 6     | 8.      |
| 3  | Бресквица        | Гнездо орлово   | 28      | 5     | 45.160      | 12          | 17    | 2.      |
| 4  | Teya Dora        | Рамонда         | 44      | 12    | 28.114      | 10          | 22    | 1.      |
| 5  | Христина         | Бедем           | 12      | 3     | 1.092       | 0           | 3     | 10.     |
| 6  | Марко Мандић     | Дно             | 7       | 0     | 1.030       | 0           | 0     | 15.     |
| 7  |                  | Перцепција      | 3       | 0     | 1.678       | 1           | 1     | 13.     |
| 8  | Немања Радошевић | Јутра без тебе  | 4       | 0     | 1.630       | 0           | 0     | 14.     |
| 9  | Милан Бујаковић  | Моје твоје      | 0       | 0     | 414         | 0           | 0     | 16.     |
| 10 | Кени није мртав  | Дијаманти       | 7       | 0     | 2.518       | 2           | 2     | 11.     |
| 11 | Зорја            | Лик у огледалу  | 42      | 10    | 10.532      | 7           | 17    | 3.      |
| 12 | Зејна            | Најбоља         | 31      | 7     | 3.627       | 4           | 11    | 5.      |
| 13 | Констракта       | Ново, боље      | 34      | 8     | 19.537      | 8           | 16    | 4.      |
| 14 | Бојана и Давид   |                 | 3       | 0     | 8.773       | 6           | 6     | 7.      |
| 15 | Лена Ковачевић   | Зови ме Лена    | 29      | 6     | 1.676       | 0           | 6     | 9.      |
| 16 | Душан Куртић     | Због тебе живим | 28      | 4     | 2.834       | 3           | 7     | 6.      |

### Промоција
Као део промоције свог учешћа на такмичењу, Teya Dora је учествовала на евровизијским пред-журкама PrePartyES у Мадриду одржан 30. марта 2024, на журци у Барселони 6. априла 2024, на Евровизији у концерту у Амстердаму 13. априла 2024. и на Малмехагену 4. маја 2024. у Копенхагену. In addition, she will perform at the Eurovision Village in Malmö on 8 May 2024.

### Церемонија испраћаја
Дана 24. априла, РТС је организовао испраћај за представницу Србије на Песми Евровизије 2024. Церемонији су присуствовали разни гости, међу њима шведска амбасадорка у Србији Аника Бен Давид, главна и одговорна уредница РТС забавног програма Сандра Перовић и директор РТС-а Драган Бујошевић, као и чланови ОГАЕ Србије, фанови такмичења, новинари и други. На церемонији, Теја Дори је амбасадорка уручила застава Шведске, а Luke Black, представник Србије 2023. јој је уручио заставу Србије.

## На Евровизији
Песма Евровизије 2024. ће се одржати у Малме арени, у Малмеу, у Шведској и састојати од два полуфинала 7. и 9. маја и финала 11. маја 2024. Све државе осим чланица „велике петорке” и земље домаћина морају да прођу кроз једно од два полуфинала; из сваког, по 10 држава улази у финале. Дана 30. јануара 2024, одржан је жреб којим је одлучен састав полуфинала, као и у којој половини сваког полуфинала која држава наступа. Европска радиодифузна унија (ЕРУ) је поделила државе у различите шешире на основу историјских шаблона гласања и географских положаја, где су државе са повољним шаблонима гласања једне за друге стављене у исти шешир. Србија је извучена у прву половину првог полуфинала. Продуценти такмичења су потом одлучили редослед наступа; Србија наступа на позицији број 2, после Кипра, а пре Литваније.
У Србији, све 3 вечери се емитују на РТС 1.

### Наступ
је учествовала на техничким пробама 27. априла и 1. маја, праћене генералним пробама 6. и 7. маја. Сценографија њене песме Рамонда на такмичењу садржао је плаво светло, дим и реквизит у облику камена. ЛЕД графике је дизајнирао уметнички директор наступа Бранко Тмушић, док је наступ режирала Милица Солдатовић Микић.

### Полуфинале
Србија је наступила на позицији 2, после наступа са Кипра, а пре наступа из Литваније. На крају такмичарске вечери, објављено је да је Србија прошла у финале. Касније је откривено да се Србија пласирала 10. од 15 држава у полуфиналу, са 47 поена.

### Финале
После полуфинала, Србија је извукла „одлуку продуцената” за финале, што је значило да ће наступити у делу финала у ком продуценти такмичења одлуче. Србија је наступила на позицији број 16, после наступа из Италије, а пре наступа из Финске. Теја Дора је поново учествовала на пробама 10. и 11. маја пред финале, укључујући жири финале где су жирији дали своје гласове пред емитовање уживо 11. маја. Поновила је свој наступ из полуфинала током финала 11. маја. У финалу, Србија је завршила на 17. месту, са 54 поена — 32 од публике и 22 од жирија.

### Гласање

#### Поени додељени Србији
| Поени    | Телегласање                                 |
| -------- | ------------------------------------------- |
| 12 поена | Хрватска                                    |
| 10 поена | Словенија                                   |
| 8 поена  |                                             |
| 7 поена  |                                             |
| 6 поена  |                                             |
| 5 поена  | - Азербејџан - Кипар - Немачка - Луксембург |
| 4 поена  | Остатак света                               |
| 3 поена  |                                             |
| 2 поена  |                                             |
| 1 поен   | Португал                                    |

| Поени    | Телегласање                         | Жири                          |
| -------- | ----------------------------------- | ----------------------------- |
| 12 поена | Хрватска                            |                               |
| 10 поена |                                     |                               |
| 8 поена  |                                     |                               |
| 7 поена  |                                     |                               |
| 6 поена  |                                     |                               |
| 5 поена  | - Аустрија - Словенија - Швајцарска | - Јерменија - Кипар           |
| 4 поена  |                                     | Словенија                     |
| 3 поена  | Малта                               | Хрватска                      |
| 2 поена  | Албанија                            | Данска                        |
| 1 поена  |                                     | - Албанија - Ирска - Португал |

#### Поени које је доделила Србија
| Поени    | Телегласање |
| -------- | ----------- |
| 12 поена | Хрватска    |
| 10 поена | Словенија   |
| 8 поена  | Луксембург  |
| 7 поена  | Ирска       |
| 6 поена  | Украјина    |
| 5 поена  | Португал    |
| 4 поена  | Кипар       |
| 3 поена  | Молдавија   |
| 2 поена  | Литванија   |
| 1 поена  | Азербејџан  |

| Поени    | Телегласање | Жири                 |
| -------- | ----------- | -------------------- |
| 12 поена | Хрватска    | Хрватска             |
| 10 поена | Француска   | Швајцарска           |
| 8 поена  | Грчка       | Француска            |
| 7 поена  | Ирска       | Литванија            |
| 6 поена  | Швајцарска  | Италија              |
| 5 поена  | Шведска     | Шведска              |
| 4 поена  | Италија     | Уједињено Краљевство |
| 3 поена  | Израел      | Грчка                |
| 2 поена  | Словенија   | Ирска                |
| 1 поен   | Јерменија   | Украјина             |

#### Детаљно гласање Србије
Чланови српског жирија су били:
- Алек Алексов
- Милован Бошковић
- Лена Ковачевић
- Зејна Муркић

| #  | Држава     | Телегласање | Телегласање |
| #  | Држава     | Ранг        | Поени       |
| -- | ---------- | ----------- | ----------- |
| 01 | Кипар      | 7           | 4           |
| 02 | Србија     |             |             |
| 03 | Литванија  | 9           | 2           |
| 04 | Ирска      | 4           | 7           |
| 05 | Украјина   | 5           | 6           |
| 06 | Пољска     | 14          |             |
| 07 | Хрватска   | 1           | 12          |
| 08 | Исланд     | 13          |             |
| 09 | Словенија  | 2           | 10          |
| 10 | Финска     | 11          |             |
| 11 | Молдавија  | 8           | 3           |
| 12 | Азербејџан | 10          | 1           |
| 13 | Аустралија | 12          |             |
| 14 | Португал   | 6           | 5           |
| 15 | Луксембург | 3           | 8           |

| #  | Држава               | Жири   | Жири   | Жири   | Жири   | Жири   | Жири        | Жири  | Телегласање | Телегласање |
| #  | Држава               | Члан А | Члан Б | Члан Ц | Члан Д | Члан Е | Ранг жирија | Поени | Ранг        | Поени       |
| -- | -------------------- | ------ | ------ | ------ | ------ | ------ | ----------- | ----- | ----------- | ----------- |
| 01 | Шведска              | 9      | 3      | 14     | 7      | 11     | 7           | 5     | 6           | 5           |
| 02 | Украјина             | 16     | 25     | 24     | 4      | 6      | 11          | 1     | 11          |             |
| 03 | Немачка              | 10     | 14     | 13     | 20     | 19     | 18          |       | 22          |             |
| 04 | Луксембург           | 8      | 23     | 12     | 23     | 21     | 17          |       | 16          |             |
| 05 | Холандија            | 17     | 7      | 9      | 5      | 3      | 6           |       | N/A         |             |
| 06 | Израел               | 23     | 16     | 25     | 25     | 25     | 24          |       | 8           | 3           |
| 07 | Литванија            | 4      | 11     | 11     | 3      | 7      | 4           | 7     | 19          |             |
| 08 | Шпанија              | 12     | 13     | 8      | 18     | 17     | 16          |       | 14          |             |
| 09 | Естонија             | 22     | 22     | 16     | 24     | 24     | 22          |       | 15          |             |
| 10 | Ирска                | 25     | 6      | 15     | 6      | 9      | 10          | 2     | 4           | 7           |
| 11 | Летонија             | 19     | 15     | 18     | 14     | 20     | 21          |       | 23          |             |
| 12 | Грчка                | 18     | 8      | 17     | 10     | 4      | 9           | 3     | 3           | 8           |
| 13 | Уједињено Краљевство | 13     | 10     | 3      | 8      | 10     | 8           | 4     | 24          |             |
| 14 | Норвешка             | 14     | 18     | 23     | 16     | 12     | 20          |       | 18          |             |
| 15 | Италија              | 11     | 4      | 5      | 11     | 5      | 5           | 6     | 7           | 4           |
| 16 | Србија               |        |        |        |        |        |             |       |             |             |
| 17 | Финска               | 20     | 12     | 19     | 12     | 16     | 19          |       | 17          |             |
| 18 | Португал             | 6      | 20     | 6      | 13     | 14     | 12          |       | 20          |             |
| 19 | Јерменија            | 15     | 9      | 7      | 15     | 15     | 14          |       | 10          | 1           |
| 20 | Кипар                | 7      | 21     | 10     | 17     | 13     | 15          |       | 13          |             |
| 21 | Швајцарска           | 2      | 2      | 4      | 1      | 2      | 2           | 10    | 5           | 6           |
| 22 | Словенија            | 24     | 19     | 22     | 22     | 22     | 25          |       | 9           | 2           |
| 23 | Хрватска             | 1      | 1      | 2      | 2      | 1      | 1           | 12    | 1           | 12          |
| 24 | Грузија              | 5      | 17     | 20     | 21     | 8      | 13          |       | 21          |             |
| 25 | Француска            | 3      | 5      | 1      | 9      | 18     | 3           | 8     | 2           | 10          |
| 26 | Аустрија             | 21     | 24     | 21     | 19     | 23     | 23          |       | 12          |             |